# Mario Novaković
Mario Novaković (Spalato, 9 dicembre 1969) è un ex calciatore croato, di ruolo centrocampista.

## Carriera
Cresciuto nelle giovanili dell'Hajduk Spalato debuttò in prima squadra il 25 marzo 1990 partendo da titolare, nella trasferta valevole per il campionato, contro il Spartak Subotica. Fece parte della formazione dei Majstori s mora che vinse il primo campionato croato dell'allora neo stato indipendente. Nel 1993 si accasò tra le file del Dinamo Zagabria con il quale militò due stagioni vincendo una Coppa di Croazia.

## Palmarès

### Competizioni nazionali
- Campionato croato: 1

Hajduk Spalato: 1992
- Coppa di Croazia: 2

Hajduk Spalato: 1992-1993
Dinamo Zagabria: 1993-1994
- Supercoppa di Croazia: 1

Hajduk Spalato: 1992